# Crkva Uznesenja Blažene Djevice Marije u Bikovu
Katolička crkva Uznesenja Blažene Djevice Marije u Bikovu je građevina koja je spomenik kulture u Vojvodini, posvećena Uznesenju Blažene Djevice Marije. Status ima od 6. prosinca 2005. godine. Dio je dekanata Subotica - Donji Grad. Župa je odvojena od župe sv. Terezije 1922. godine te je postala samostalna administratura, od 1926. vode se u župi matične knjige, a od ovo je 1956. samostalna župa. Bogoslužni jezici je hrvatski. Današnji župnik je Julije Bašić. 
Ova katolička crkva je crkva salašara. 1921. sagrađena je prva crkva. Dužina broda je 17 m, širina je 6,7 m, a visina 4 m. Ovoj je crkvi toranj dograđen 1936. godine. Visok je 15 m, a ima jedno zvono. Obnavljana je 1954. i 1956. godine. 